# Johann Bernhard Logier
Johann Bernhard Logier, född den 9 februari 1777 i Kassel, död den 27 juli 1846 i Dublin, var en tysk musiker, som härstammande från en fransk emigrantfamilj.
Logier kom som ung till England, fick anställning som flöjtist vid ett irländskt regemente, var en tid organist i Westport och verkade från 1809 i Dublin, där han vann ära och förmögenhet genom uppfinningen av sin pianohandledare, chiroplast. 
Viktigare än denna blev Logiers undervisningsmetod, som åsyftade att väcka tävlingsiver och taktfasthet genom samtidigt spel av flera elever på olika pianon i förening med undervisning i harmonilära. 
Metoden - som infördes i Berlin av Logier själv 1822-25 och i Sverige av A.F. Lindblad - väckte på sin tid ofantligt uppseende och uppnådde verkligen överraskande hastiga resultat, dock endast av rent mekaniskt slag.  
Till den moderna musikteorin gav Logier ett fruktbart uppslag genom att lägga hornets naturtoner till grund för ackordläran. Logiers kompositioner är obetydliga. 
Hans skrifter rör sig mest om chiroplasten (1816 ff.), varjämte han skrev System der musikwissenschaft und der praktischen komposition (1827; "Lärobok i harmoni och komposition", 1853).